# إيمانويل أوبيلا
إيمانويل أوبيلا (بالإنجليزية: Emmanuel Ubilla)‏ مواليد 26 يونيو 1986 في نيويورك، هو لاعب كرة سلة أمريكي. بدأ مسيرته الاحترافية في سنة 2008. يحمل الرقم 2.

## المسيرة الاحترافية
لعب مع أتلتيكوس دي سان جرمان في سنة 2009، ثم لعب مع إنتر براتيسلافا في موسم 2011–2012، ثم لعب مع نادي كولين لكرة السلة في موسم 2012–2013، ثم لعب مع نادي دن هيلدر لكرة السلة في موسم 2013–2014، ثم لعب مع إسبون هونكا في موسم 2014–2015، ثم لعب مع بيراتاس دي كويبراديلاس في سنة 2015.

## الإنجازات
- الدوري الهولندي لكرة السلة (1): 2013-14

## روابط خارجية
- إيمانويل أوبيلا على موقع كرة السلة الأوروبية.كوم (الإنجليزية)
- إيمانويل أوبيلا على موقع كلية كرة السلة في سبورتس رفرنس.كوم (الإنجليزية)
- إيمانويل أوبيلا على موقع ريلجم (الإنجليزية)
- إيمانويل أوبيلا على موقع بروبوليرز (الإنجليزية)
- إيمانويل أوبيلا على موقع سبورتس رفرنس (الإنجليزية)